# Rugelia nudicaulis
Rugelia es un género monotípico de plantas herbáceas perteneciente a la familia de las asteráceas. Su única especie: Rugelia nudicaulis, es originaria de Estados Unidos

## Descripción
Es una planta perenne que alcanza un tamaño de  20-40  cm de altura, (con rizomas rastreros, raíces fibrosas, ramificada). Los tallos 1 (-3), erectos. Hojas en su mayoría basales (las caulinares más pequeñas);  pecioladas; hojas palmeadas o pinnadas palmati-nervadas, ovadas a casi cordadas, márgenes dentados para denticulados, caras abaxial tomentosos a arachnosa-vellosa, glabrescentes o glabras, adaxialmente puberulentos o glabras. Capitulescencias discoides en cimas (terminal o axilar).

## Taxonomía
Rugelia nudicaulis fue descrita por Shuttlew. ex Chapm. y publicado en Flora of the southern United States 246. 1860.
Sinonimia
- Cacalia rugelia (A.Gray) T.M.Barkley & Cronquist
- Senecio rugelia A.Gray basónimo[6]